# Erikub

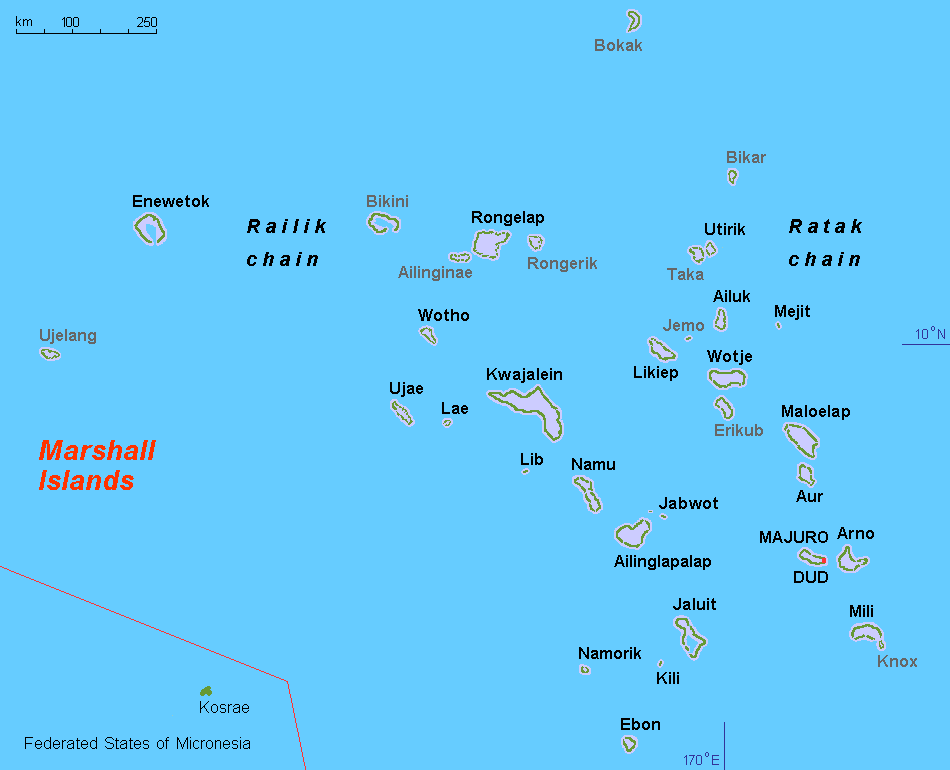
Marshallöarna, Erikub strax ovanför Majuro

Erikub (marshallesiska Ãdkup och Erikup) är en obebodd atoll bland Rataköarna i norra Stilla havet och tillhör Marshallöarna.

## Geografi
Erikub ligger ca 240 km nordväst om huvudön Majuro och ca 3 km söder om Wotjeatollen.  
Atollen är en korallatoll och har en total areal om ca 231,8 km² med en landmassa är på ca 1,53 km² och en lagun på ca 230,30 km² (1). Atollen består av 14 öar och den högsta höjden är på endast ca 9 m ö.h. (2). Öarna är (medurs med start i norr):
- Jabonwar
- Aradojairen
- Aradojairik
- Guro
- Jeldoni
- Bogweido
- Bogella
- Jogan
- Bokku (Bok)
- Bogengoa (Bokan-koak)
- Bwokwanaik (Bokanaik)
- Erikub (Ãdkup) 9°01′17″N 170°02′23″Ö / 9.0214°N 170.0398°Ö
- Loj
- Enego

Förvaltningsmässigt utgör den obebodda atollen en egen "municipality" (kommun).

## Historia
Rataköarna har troligen bebotts av mikronesier sedan cirka 1000 f.Kr. och några öar upptäcktes redan 1526 av spanske kaptenen Alonso de Salazar.
Wotje upptäcktes den 29 juni 1788 av brittiske kaptenerna Thomas Gilbert och William Marshall. Den 6 februari 1817 landsteg upptäcktsresanden Otto von Kotzebue (3) och utforskade området lite. Öarna hamnade senare under spansk överhöghet.
Neuguinea-Compagnie, ett tyskt handelsbolag köpte ögruppen från Spanien och etablerades sig på Rataköarna kring 1885 och öarna blev då ett eget förvaltningsområde tills de i oktober 1885 blev ett tyskt protektorat och då blev del i Tyska Nya Guinea.
Under första världskriget ockuperades området i oktober 1914 av Japan som även erhöll förvaltningsmandat, det Japanska Stillahavsmandatet, över området av Nationernas förbund vid Versaillesfreden 1919.
Under andra världskriget användes ögruppen som militärbas av Japan tills USA erövrade området 1944. Därefter hamnade ögruppen under amerikansk överhöghet. 1947 utsågs Marshallöarna tillsammans med hela Karolinerna till "Trust Territory of the Pacific Islands" av Förenta nationerna och förvaltades av USA.